# Malarstwo jaskiniowe

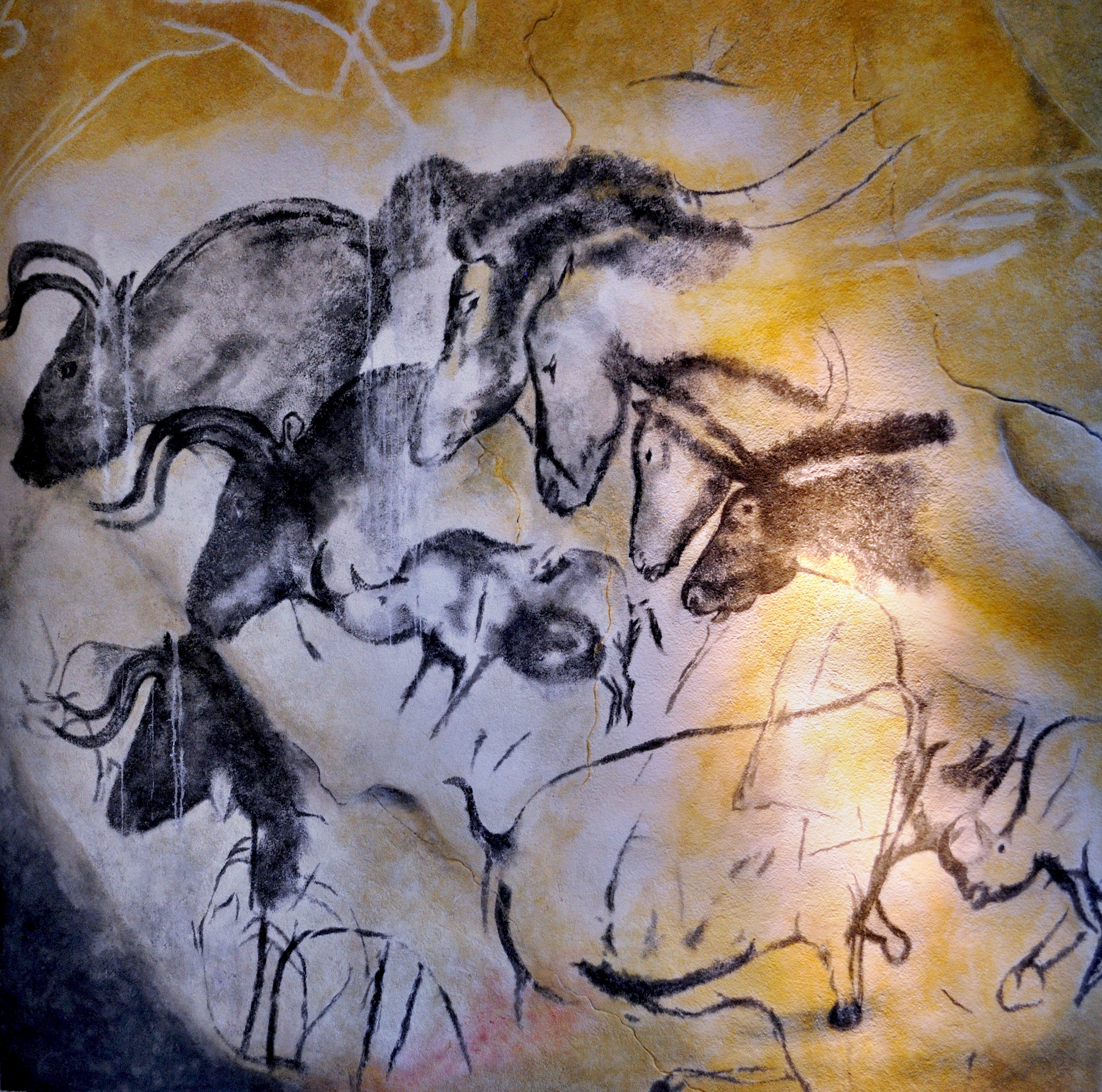
Malowidło naskalne z jaskini Chauveta

Malarstwo jaskiniowe, malarstwo naskalne – rysunki i malowidła wykonane na ścianach lub sklepieniach jaskiń, które pochodzą najczęściej z epoki kamienia. Powstawały od okresu górnego paleolitu; najwcześniejsze malowidła naskalne datowane są na ok. 40 tys. lat p.n.e.
W przypadku niektórych rysunków z Zachodniej Australii użyty pierwotnie pigment z biegiem czasu został zastąpiony koloniami grzybów (z rzędu Chaetothyriales) i bakterii dzięki czemu zachowały one intensywne kolory.

## Lokalizacje
Sztuka paleolitu nie była wyłącznie sztuką jaskiń. Wyróżnić można trzy rodzaje miejsc, gdzie ją tworzono:
- głębokie jaskinie, gdzie musiano używać sztucznego światła
- płytkie schroniska skalne w mniejszym lub większym stopniu oświetlone światłem naturalnym
- oraz miejsca w otwartej przestrzeni

## Tematyka

### Zwierzęta
Sztuka paleolitu była sztuką animalistyczną, tj. zdominowaną przez tematy zwierząt. Przeważają konie. W niektórych rejonach ich kluczową pozycję mogły przejmować bizony i żubry (jak w Ariège), łanie (w Kantabrii), czasem nosorożce lub kotowate – we wczesnych etapach historii tej sztuki (o czym świadczy Jaskinia Chauveta).

### Znaki geometryczne
Zwierzętom dodatkowo towarzyszą liczne i zróżnicowane znaki geometryczne. Te stanowią największą zagadkę. Najczęściej są to proste formy kropek i kresek, które można napotkać niemal wszędzie. Niektóre z nich, jak dosyć wyjątkowe znaki „podobne do pałeczek” (fr. claviformes), cechują się znaczną dystrybucją terytorialną – odnaleźć je można w tak oddalonych od siebie miejscach jak w pirenejskim departamencie Ariège we Francji, Quercy w południowo-zachodniej Francji, a także Kantabrii, Altamira i Asturii w północnej Hiszpanii. Może to świadczyć o szerokim zasięgu określonych wierzeń i mitów podzielanych przez społeczności będące w znacznym wzajemnym oddaleniu.
Na początku 2023 roku opublikowano hipotezę, że sekwencje niektórych z tych znaków to kalendarz cyklu reprodukcyjnego zwierząt. Miałby to być fenologiczny/meteorologiczny kalendarz księżycowy. Rok jednak zaczyna się tutaj wiosną, czyli wraz z bonne saison (tłum.: dobrym sezonem), gdy topnieje lód na rzekach, znika śnieg, zazielenia się krajobraz. Według autorów wypada to z początkiem maja. Miesiące zaś mają długość miesięcy księżycowych, czyli około 29 dni, a rok liczy 13 miesięcy.
Znakami używanymi w tym kalendarzu są pionowa kreska <|>, kropka <•> i <Y>. Sekwencje kropek lub kresek, często zawierające również pojedynczy znak <Y>, oznaczają liczby miesięcy księżycowych, które upłynęły od początku bonne saison (nie punkty czasowe), w skrócie RBS (relative to bonne saison). Liczby tych znaków lub pozycja Y w ich sekwencjach odpowiadają okresom godowym, narodzinom, wykluwaniu się ptaków lub ryb, wiosennej migracji ryb. Pozycja Y oznacza zwykle narodziny (lub wykluwanie się), ale może być to też okres godowy ptaków lub wiosenna wędrówka ryb. Przykłady:
| Sekwencja znaków    | Pozycja znaku <Y> | Liczba znaków w sekwencji |
| ------------------- | ----------------- | ------------------------- |
| \| \| Y             | 3                 | 3                         |
| Y                   | 1                 | 1                         |
| \| Y \| \| \| \| \| | 2                 | 7                         |
| • • • • • •         | -                 | 6                         |
| \| \| \|            | -                 | 3                         |

Na przykład sezon godowy żubra wypada w miesiącu 3-4 RBS (3-4 miesiące od początku maja), czyli około sierpnia.